# 毛偉明
毛 偉明（もう いめい、1961年5月 - ）は、中華人民共和国の官僚・政治家。浙江省衢州市出身。中国共産党第19期中央候補委員。第11期、第12期全国人民代表大会代表。中国共産党第19回全国代表大会代表。

## 経歴
1961年5月、浙江省衢州市で生まれる。1978年、浙江大学化学工程学系化工機械学科に入学した。1982年を卒業。大学卒業後は江蘇省常州市の国有企業である常州絶縁材料総場技術員として就職し、昇進を重ねて車間主任となる。1992年からは同工場の副工場長、場長、工場党委員会書記などを務める。1996年3月、常州市対外経済貿易委員会主任、党委員会副書記に就任。1998年10月、武進市党委員会副書記、市長代行、市長に就任。2000年12月、武進市党委員会書記兼市長に昇格。2011年9月、江蘇省党委員会常務委員を兼務。2001年11月、常州市常務副市長に就任。2003年4月、泰州市党委員会副書記、市長代行に就任。翌年1月、市長を兼務。2005年12月、江蘇省発展改革委員会主任、党組書記に任命。2012年1月、江蘇省政府秘書長に任命。2013年1月、江蘇省人民政府副省長に昇格。
2013年10月、中央に移り、中華人民共和国工業情報化部副部長（次官）に就任。
2015年7月、江西省党委員会常務委員に転出。同年8月、江西省人民政府党組副書記を兼務。同年9月には江西省人民政府常務副省長を兼任する。
2020年1月、国家電網公司董事長兼党組書記に任命。同年11月20日、中国共産党中央委員会は毛偉明を中国共産党湖南省委員会副書記に任命した。